# 三明北站
三明北站位于中华人民共和国福建省三明市沙县区，是昌福铁路和鹰厦铁路以及南三龙铁路的一座火车站。
昌福铁路站场为3台7线2条正线；鹰厦铁路站场与2017年11月开通，并于同年12月取代原沙县站的客货运功能，站场规模为1台5线1条正线。南三龙铁路站场规划为1台4线2条正线。

## 车站图集
- 三明北站售票厅
- 三明北站候車室
- 三明北站候車室（2019.9）
- 三明北站检票口
- 三明北站
- 三明北站在建的南三龙铁路站场(2016.6)
- 由站台看候车室

## 争议
由于车站建设地点不在三明市区而在沙县，因而引发当地民众的争议，曾有沙县市民发邮件要求三明北站改为“沙县站”。据当地市一级交通部门的说法，由于三明市正在打造沙县、南平、三明、永安四个县市的城市快速通道，且计划沙县划归为三明市的一个市辖区，故设计时把沙县的高铁站命名为三明北站。三明北站办公室的工作人员称是“为了使高铁站辐射的范围更大，也是为了打响三明市的知名度”。